# گنادی وولنوف
گنادی وولنوف (روسی: Геннадий Георгиевич Вольнов؛ ۲۸ نوامبر ۱۹۳۹ – ۱۵ ژوئیهٔ ۲۰۰۸) بازیکن بسکتبال اهل اتحاد جماهیر شوروی سوسیالیستی بود.
از باشگاه‌هایی که در آن بازی کرده‌است می‌توان به باشگاه بسکتبال زسکا مسکو اشاره کرد.
وی در مسابقات کشوری و بین‌المللی در مجموع برندهٔ ۸ مدال طلا، ۲ مدال نقره، ۲ مدال برنز شده‌است.